# Rockstar New England
Rockstar New England, Inc. är en amerikansk datorspelsutvecklare som är en stödutvecklare till andra datorspelsutvecklare inom Rockstar Games. De har inte utvecklat något eget spel utan har varit och understött när Red Dead Redemption, L.A. Noire, Max Payne 3 och Grand Theft Auto V har utvecklats samt att ha portat remasterversionen Canis Canem Edit: Scholarship Edition till PC.
Företaget bildades ursprungligen 1999 av AI-experten och förre Activision-anställde Dr. Ian Lane Davis som en datorspelsutvecklare vid namn Mad Doc Software, LLC och utvecklade datorspel som bland annat Empire Earth II och Star Trek: Legacy. De blev också anlitade av myndigheter inom den amerikanska federala statsmakt om att utveckla olika AI-simulatorer och terrängnavigeringssystem. I april 2008 förvärvades Mad Doc av Rockstar Games och företaget fick då sitt nuvarande namn.

## Utgivna spel
| År                   | Titlar                                      | System                                               |
| -------------------- | ------------------------------------------- | ---------------------------------------------------- |
| Mad Doc Software     |                                             |                                                      |
| 2001                 | Star Trek: Armada II                        | PC                                                   |
| 2002                 | Jane's Attack Squadron                      | PC                                                   |
| 2002                 | Empire Earth: The Art of Conquest           | PC                                                   |
| 2003                 | Dungeon Siege: Legends of Aranna (Utgivare) | PC, Mac OS                                           |
| 2005                 | Empire Earth II                             | PC                                                   |
| 2006                 | Empire Earth II: The Art of Supremacy       | PC                                                   |
| 2006                 | Star Trek: Legacy                           | PC, Xbox 360                                         |
| 2007                 | Empire Earth III                            | PC                                                   |
| 2008                 | Canis Canem Edit: Scholarship Edition       | Xbox 360                                             |
| Rockstar New England |                                             |                                                      |
| 2008                 | Canis Canem Edit: Scholarship Edition       | PC                                                   |
| 2010                 | Red Dead Redemption                         | Playstation 3, Xbox 360                              |
| 2011                 | L.A. Noire                                  | Playstation 3, Xbox 360, PC                          |
| 2012                 | Max Payne 3                                 | Playstation 3, Xbox 360, PC, Mac OS X                |
| 2013                 | Grand Theft Auto V                          | Playstation 3, Xbox 360, Playstation 4, Xbox One, PC |
| 2018                 | Red Dead Redemption 2                       | Playstation 4, Xbox One                              |